# Raphaël Glucksmann
Raphaël Glucksmann (Boulogne-Billancourt, 15 octubre 1979) és un periodista francès, director de films, i home polític. Glucksmann és fill del filòsof i escriptor André Glucksmann. El maig de 2019, va ser elegit membre del Parlament europeu, dins l'Aliança S&D.

## Carrera política
Entre 2005 i 2012, Glucksmann fou assessor del President de Geòrgia Mikheil Sakaixvili.
El 2018, Glucksmann va fundar el partit polític de centre-esquerra francès Place Publique. El 26 de maig de 2019, Place Publique i el Partit Socialista francès van presentar una llista conjunta a les eleccions europees, amb Glucksmann com a cap de llista, sota el lema "Envie d'Europa, écologique et sociale". La llista va obtenir un 6.2% dels vots a l'estat francès, aconseguint-ne sis escons al parlament europeu: Glucksmann, Sylvie Guillaume, Eric Andrieu, Aurore Lalucq, Pierre Larrouturou, Nora Mebarek. De llavors ençà ha servit al Comitè en Afers Estrangers i al seu Subcomitè en Drets Humans. Glucksmann ha enfocat la seva atenció a denunciar els campaments d'internament i "re-educació" de uigurs al Xinjiang, fet pel qual ha estat sancionat pel ministeri d'afers estrangers de la Xina.
El maig de 2021, Glucksmann es va unir a un grup de 39 eurodiputats, sobretot del Grup Verd, que instaven per carta els dirigents d'Alemanya, França i Itàlia a no donar suport al projecte Àrtic LNG 2, un pla de 20 bilions d'€ per a portar gas natural liquat (LNG) de l'àrtic rus, degut a la situació de canvi climàtic.

## Vida personal
Glucksmann va estar casat amb la política georgiana-ucraïnesa Eka Zguladze fins al 2014.
Té un fill, Gabriel, nascut el 12 de març de 2017, amb la periodista Léa Salamé.

## Publicacions
- Je vous parle de liberté, amb Mikheil Saakashvili, Paris, Hachette Livre, 2008,   .
- Mai 68 expliqué à Nicolas Sarkozy, amb André Glucksmann, 2008,   .
- Génération gueule de bois, Manuel de lutte contre les réacs, Allary Éditions, 2015,   .
- Notre França. Dire et aimer ce que nous sommes, Allary Éditions, 2016.
- Les Enfants du vide. De l'Impasse individualiste au réveil citoyen, Allary Éditions, 2018,   .